# TIROS-1

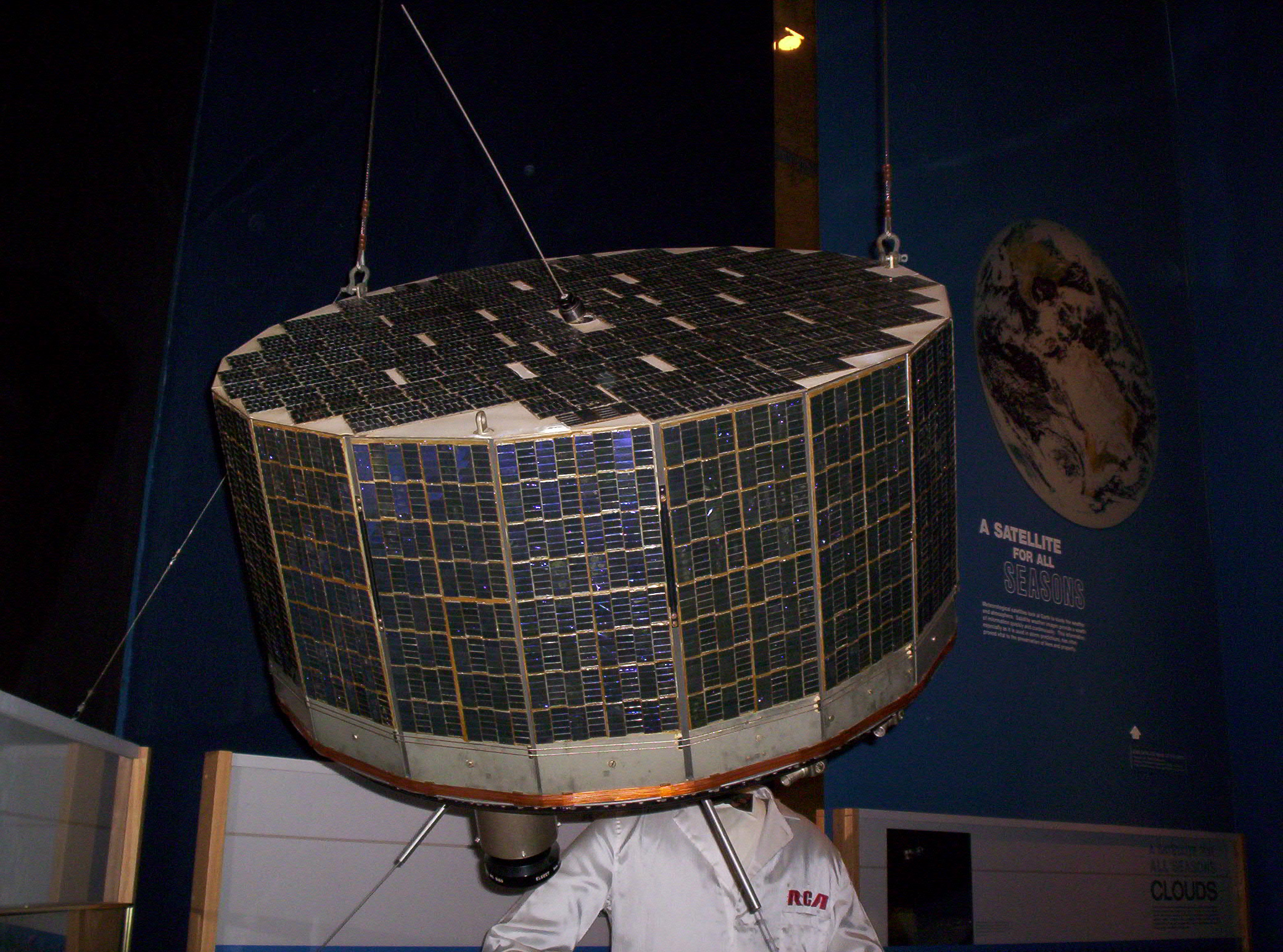
تيسروس-1

تيروس-1 (بالإنجليزية: TIROS-1)‏ كَانَ أول قمر صناعي ناجح للطقسَ، وأوّل سلسلة أقمار TIROS الصناعية. لقد صُمّمَ لاختبار تقنياتِ تجريبيةِ لأَخْذ فيلمِ عن أنماطِ الطقسِ في مدارِ الأرض، وأُطلقَ في الأول من أبريل 1960 مِنْ كيب كنافرال في فلوريدا في الولايات المتّحدةِ الأميريكية. كانت مهمته لمدة 78 يوم فقط، لقد كان أكثرَ نجاحاً مِنْ القمر الصناعي فانجارد-2 (بالإنجليزية:فانغارد 2) في تَبْيين بأنَّ الأقمار الصناعية كَأنت مفيدة لمَسْح الأحوال الجويةِ مِنْ الفضاءِ.